# Owerri
Owerri es una ciudad en el sureste de Nigeria. Es la capital del estado de Imo y se encuentra en el centro de la zona Igbo. Es llamada cariñosamente "El Corazón del Este" por los nativos, y es lo que está escrito en gran cantidad de las matrículas de los coches. Owerri actualmente tiene una población de 165.470 y tiene aproximadamente 65 km² de área.
Owerri fue la última capital del estado de Biafra.

## Geografía
Owerri se encuentra en una selva tropical y produce algunos productos agrícolas importantes como ñame, yuca, taro, maíz, caucho y palma. Tiene productos excelentes en el sector industrial. Tiene un aeropuerto a 22 kilómetros al sureste de la ciudad, llamado Imo Airport que proporciona servicio Abuya, Lagos, Port Harcourt, y Enugu.
Owerri es la residencia de la tradicional monarquía regional Igbo o eze, el Ozuruigbo del Owerri. El actual soberano de la ciudad es Su Real Alteza Eze Dr. Emmanuel Emenyonu Njemanze.
Instituciones educativas importantes son la Imo State University, la Federal University of Technology at Owerri, Alvan Ikoku College of Education, y el Government Secondary School of Owerri.
La Arquidiócesis de Owerri se encuentra en Owerri y la ciudad es también base de la catedral de Santa María Asunta.
El club de fútbol Iwuanyanwu Nationale está también aquí.

## Personajes Famosos
- Kelechi Nwakali, futbolista nigeriano que juega de centrocampista en la S. D. Ponferradina. En 2015 con la selección de fútbol sub-17 de Nigeria conquistó el  Mundial de Fútbol Sub-17 y fue nombrado Balón de Oro del campeonato.  Es  internacional con la selección absoluta.

- Datos: Q583619
- Multimedia: Owerri / Q583619